# メランジュ
メランジュ (Mélange) とは、地質図に表せる程の広がりを持つ地質体であり、泥岩などの基質中に、数センチメートルから数キロメートルに達する様々な大きさ・種類の異地性・準原地性の岩塊が含まれているもの。岩塊は堆積岩起源のもの、変成岩起源のもの、火成岩起源のものなどさまざま。
代表的なものとしてアメリカ合衆国カリフォルニアのフランシスカン層群がある。

## 成因と分類
メランジュにおいて、成因は問わない。
テクトニックメランジ、堆積性メランジ、ダイアピルメランジに分類されることがある。
しかし、ダイアピルメランジュに関しては、これの成因がダイアピルと呼ばれる現象とは異なるのではないかとして、ダイアピルメランジュという呼称は正しくないとする意見もある。
また上記三つの他にも、堆積物中に固体あるいは液体の状態で閉じ込められたガスが断層運動などによって圧力が解放されることによって一気に気化することによってもメランジュは形成される。これは、状態変化に伴う体積膨張によって母岩を破壊すると考えられるので「爆発性メランジュ」とも一部では呼ばれている。
多重の構造をもつ、成因が複合していると考えられているものの例としては、西南日本外帯の秩父帯や四万十帯が日本国内では挙げられる。日本列島の基盤は付加体を母体として、後の火山活動、変成作用によって改変されたものである。したがって、各地にメランジュが見られる。四万十帯はメランジュの成因が決定しづらい例としても用いられる。四万十帯は当初は堆積性メランジュと考えられていたが、複数のグループによる調査やそれらに基づく議論が繰り広げられ、その末に現在の複合起源メランジュだろうという説に至っている。

## メランジュとオリストストローム
硬いブロックが柔らかい基質の岩石に取り囲まれ、巨大な地滑りによって形成されたと考えられるものがオリストストロームである。通常の地質図に示されるほどの分布で、従来スランプ礫岩や海底地すべり礫岩と言われていたものも、これに含まれる。オリストストローム内の、大小様々なレンズ状の小岩体や地塊はオリストリスと呼ばれ、泥質基質中に不規則に入っており、通常の礫岩とは明らかに異なるものである。
同じような産状や起源であることから、まったく同じものであっても、使う人や地域が異なると（堆積性）メランジュと呼んだり、オリストストロームと呼んだりする。しかし、プレート沈み込みによる断層運動による形成なのかどうかなどの点において、堆積性メランジュとオリストストロームを同義のものとするのか、使い分けるべきなのかは意見が分かれている。
用語としては、メランジュという言葉は構造性という成因を含めないで、上記したメランジュの定義を記載語として使うことで固定化されつつある。しかし、オリストストロームについては堆積性の成因の意味を含めた言葉であり、そのことが推定の域を脱していない。このことが、メランジュとオリストストロームに関する議論を起こす要因の一つとなっている。

## プレートテクトニクスとの関係
プレートテクトニクスとは、地球表面を覆う厚さ100キロメートル程度のリソスフェアがいくつかの硬い板(プレート)に分かれており、それらがほとんど変形することなく相互に水平運動しているという考えに基づく理論のことである。これらのプレートの動きに伴う沈み込み帯により、チャートや砂岩などの岩塊が泥岩基質に取り込まれてメランジュをつくることも多い。このため、メランジュは付加体を特徴づける構造物の一つとして挙げられる。
付加体には、チャート、珪質泥岩、泥岩、砂岩泥岩互層といった順序での層序が見られることが多い。これは、海洋プレート上において海洋性チャートから始まり、陸に近づくにつれて珪質泥岩となり、海溝にて泥岩及び砂岩泥岩互層などが堆積するためであり、プレート移動に伴う堆積の横の変化が反映されている。これによって、付加体とそれに伴って発生するメランジュは、プレートテクトニクスを説明できるものの一つとされている。